# TK Printer
A TK Printer, clone da ZX Printer da Sinclair Research, foi um protótipo de impressora eletrossensível anunciada seguidas vezes pela Microdigital Eletrônica no início da década de 1980, como um periférico para a sua popular linha de micros TK. Todavia, jamais entrou em produção comercial, convertendo-se num caso de vaporware.

## Características
Principais especificações do equipamento:
- Largura de Impressão: 32 colunas
- Velocidade: 45 cps
- Mídia: papel metalizado especial, em rolo